# Jhulan Goswami
Jhulan Nishit Goswami (* 25. November 1982 in Chakdaha, Indien) ist eine indische Cricketspielerin, die seit 2002 für die indische Nationalmannschaft spielt. Zwischen 2008 und 2011 war sie Kapitänin.

## Kindheit und Ausbildung
Sie wuchs in Chakdaha in Westbengalen auf und wurde inspiriert durch den Cricket World Cup 1992. So begann sie mit ihren Brüdern das Cricketspiel daheim. Mit 15 Jahren trainierte sie täglich in Kalkutta, das etwa eine Stunde Zugreise entfernt lag. In der folge spielte sie für die U19 Auswahl ihres Bundesstaates. Im Jahr 1999 konnte sie ihr erstes Wicket im Seniorenbereich erzielen, als sie bei einem Turnier Mithali Raj mit dem ersten Ball ausscheiden ließ.

## Aktive Karriere

### Erste Jahre in der Nationalmannschaft
Mit 19 Jahren gab sie ihr Debüt in der Nationalmannschaft gegen England. Dabei spielte sie ihren ersten WTest und konnte in der WODI im zweiten Spiel 3 Wickets für 8 Runs erzielen, wobei sie für diese Leistung als Spielerin des Spiels ausgezeichnet wurde. Im Juli konnte sie ebenfalls 3 Wickets (3/45) gegen Neuseeland bei einem Drei-Nationen-Turnier erzielen. Kurz darauf auf der Tour in England war sie eine wichtige Partnerin von Mithali Raj, die mit 214 Runs einen Rekord im WTest-Cricket aufstellte und erzielte selbst ein Half-Century über 62 Runs. Auf Touren in Neuseeland (3/28) im Dezember 2003 und in Sri Lanka im April 2004 (3/15) erzielte sie jeweils 3 Wickets.
Ihre erste Weltmeisterschaft spielte sie im Frühjahr 2005 beim Women’s Cricket World Cup 2005. Dort konnte sie zunächst gegen England 4 Wickets für 27 Runs erzielen. Kurz darauf gelang es ihr erneut 4 Wickets zu erzielen, als sie gegen die West Indies 4 Wickets für 16 Runs erreichte und als Spielerin des Spiels ausgezeichnet wurde. Im November kam England nach Indien und sie konnte im WTest ihr erstes 5-For mit 5 Wickets für 25 Runs erzielen. In der darauf folgenden WODI-Serie konnte sie dies noch einmal erreichen, als sie mit 5 Wickets für 16 Runs die englische Mannschaft auf 50 Runs beschränkte und dafür als Spielerin des Spiels ausgezeichnet wurde. Auch in Australien konnte sie wichtige Beiträge für ihr Team leisten. So konnte sie im WTest 4 Wickets für 43 Runs erreichen und ihm ersten WODI 3 Wickets für 6 Runs. In der anschließenden Tour in Neuseeland gelangen ihr ebenfalls 3 Wickets (3/49).

### Wichtige Bowlerin und Kapitänin
Im Sommer 2006 konnte sie wichtige Erfolge auf der Tour in England erzielen, bei der sie als Vize-Kapitänin für das Team antrat. Dort absolvierte sie ihr Debüt im WTwenty20 und konnte mit 2 Wickets für 14 Runs zum Sieg beitragen. Im ersten Test konnte sie als nightwatchman ein Fifty über 69 Runs erzielen und ermöglichte so das Remis. Im zweiten Test konnte sie in beiden Innings 5 Wickets (5/33 und 5/45) erzielen und hatte so nach 10 Wickets für 78 Runs entscheidenden Anteil am ersten Test-Serien-Sieg Indiens in England. Auch in der WODI-Serie gelangen ihr noch einmal 3 Wickets für 20 Runs. In einem heimischen Vier-Nationen-Turnier konnte sie im Februar 2007 gegen Neuseeland 4 Wickets für 26 Runs erreichen.
Für die Tour in Australien im Herbst 2008 übernahm sie die Rolle der Kapitänin von Anjum Chopra. Ihre beste Leistung auf der Tour waren dann 46 Runs im ersten WODI. Im Jahr 2009 führte sie beim Women’s Cricket World Cup 2009 das Team zu einem dritten Platz. Auch übernahm sie die Führung der Mannschaft beim ICC Women’s World Twenty20 2009 konnte aber keine bedeutenden Erfolge erzielen. Im Februar 2010 traf sie auf England und konnte in den WODIs zwei mal3 Wickets verbuchen (3/16 und 3/24) und hatte so Anteil am Serien-Gewinn. Im Sommer 2011 nahm sie zunächst an einem Vier-Nationen-Turnier in England im WTwenty20-Cricket teil, wobei sie gegen den Gastgeber 3 Wickets für 20 Runs erzielte. Bei der danach stattfindenden WODI-Ausgabe des Turniers gelangen ihr gegen Neuseeland 6 Wickets für 31 Runs, aber auch dies konnte nicht zum Sieg reichen.

### Nach der Kapitänsrolle
Ab dem Jahr 2012 fungierte sie nicht mehr als Kapitänin der Nationalmannschaft. Im Frühjahr 2012 spielte sie zunächst in den West Indies als sie in den WTwenty20s 3 Wickets für 7 Runs erzielte. Daran schloss sich eine Tour gegen Australien an, bei dem ihr ebenfalls in den WTwenty20s ein 5-For über 5 Wickets für 11 Runs gelangen. Im zweiten WODI in England konnte sie im Sommer des Jahres 2012 4 Wickets für 17 Runs erreichen. Beim ICC Women’s World Twenty20 2012 konnte sie allein im Spiel gegen Pakistan eine wichtige Rolle spielen, als sie 21 Runs und 2 Wickets für 16 Runs erzielte, das Spiel dennoch mit 1 Run verloren wurde.
Der Women’s Cricket World Cup 2013 im eigenen Land lief für das indische Team enttäuschend, als man schon in der Vorrunde ausschied. Dabei war sie noch eine der besseren Spielerinnen, als ihr 36 Runs gegen die West Indies und 3 Wickets für 63 Runs gegen Sri Lanka gelangen. Es sollte ein Jahr dauern, bis sie das nächste Spiel für das indische Team bestritt. Beim ICC Women’s World Twenty20 2014 konnte sie gegen Bangladesch 3 Wickets für 11 Runs erzielen. Im Sommer reiste sie abermals nach England. Hir konnte sie im ersten WTest seit 8 Jahren 4 Wickets für 48 Runs im zweiten Innings erzielen. In der WODI-Serie konnte sie im zweiten Spiel noch einmal 3 Wickets für 20 Runs erreichen. Ebenfalls 3 Wickets (3/22) gelangen ihr auf der Tour gegen Südafrika im ersten Spiel der WODI-Serie. Auf der nächsten Tour gegen Neuseeland im Sommer 2015 erzielte sie ein Fifty über 57 Runs im ersten WODI.

### Späte Karriere
Ab dem Jahr 2015 hatte sie auch einen der ersten zentralen Verträge des indischen Verbandes für Frauen inne. Das Jahr 2016 verlief ohne größere Auffälligkeiten für Goswami. In der Vorbereitung zur nächsten Weltmeisterschaft konnte sie im Mai 2017 in den WODIs gegen Südafrika zwei mal 3 Wickets erzielen (3/20 und 3/22). Dabei wurde sie die führende Wicket-takerin im WODI-Cricket. Beim Women’s Cricket World Cup 2017 war ihre beste Leistung in der Vorrunde 43* Runs gegen Südafrika. Im Finale konnte sie bei der Niederlage gegen England 3 Wickets für 23 Runs erreichen.
Das Jahr 2018 begann in Südafrika, wo sie im ersten WODI 4 Wickets für 24 Runs erzielte. Im WTwenty20-Cricket konnte sie in einem Drei-Nationen-Turnier daheim gegen Australien noch einmal 3 Wickets für 30 Runs erzielen, bevor sie nach dem Women’s Twenty20 Asia Cup 2018 sich von dieser Spielform zurückzog. Daraufhin konzentrierte sie sich zunächst auf WODI-Cricket. Im Januar 2019 konnte sie in Neuseeland 3 Wickets für 23 Runs erzielen. Daraufhin kam England nach Indien konnte sie in der WODI-Serie zunächst 4 Wickets für 30 Runs und dann noch einmal 3 Wickets für 41 Runs erreichen. Für die erste Leistung wurde sie als Spielerin des Spiels ausgezeichnet. Im Oktober auf der Tour gegen Südafrika gelangen ihr 3 Wickets für 33 Runs.
Nach der Pause auf Grund der COVID-19-Pandemie konnte sie abermals gegen Südafrika 4 Wickets für 42 Runs erreichen. Nach einer eher enttäuschenden Tour in England gelangen ihr in den WODIs in Australien im September 2021 3 Wickets für 37 Runs und damit Verbunden eine Auszeichnung als Spielerin des Spiels.

## Mediale Rezeption
Ein Biopic über Goswami mit dem Titel Chakda Xpress, bei dem Anushka Sharma, Frau des indischen Kapitäns Virat Kohli, ihre Rolle spielt, soll bei Netflix veröffentlicht werden.

## Auszeichnungen
Sie erhielt im Jahr 2010 den Arjuna Award und in 2012 den Padma Shri.